# Styela materna
Styela materna är en sjöpungsart som beskrevs av Monniot 1983. Styela materna ingår i släktet Styela och familjen Styelidae. Inga underarter finns listade i Catalogue of Life.